# Nutbush City Limits (album)
Nutbush city limits is het twintigste album van Ike & Tina Turner. Het album werd uitgebracht in 1973.

## Achtergrond
De gelijknamige titelsong Nutbush city limits van het album, die werd geschreven door Tina Turner zelf, was een grote hit voor de Turners en behaalde de 22e positie op de Billboard Hot 100 en de 11e positie op de Billboard Hot Soul Singles, en behaalde de top 5 van landen zoals het Verenigd Koninkrijk, Duitsland, Italië, Oostenrijk en Switzerland. In de Nederlandse Top 40 bereikte het lied de 12e positie en in België de 19e in de Ultratop.
De versie van River deep - mountain high op dit album is een heropname en werd geproduceerd door Ike Turner en niet door Phil Spector.
In tegenstelling tot het succes van de single bereikte het album slechts de 163e positie op de Amerikaanse Billboard 200 en de 21e positie op de US R&B Album Charts. In Duitsland bereikte het eveneens de 21e positie in de albumhitlijsten. In Oostenrijk steeg het naar de 4e positie en in Italië behaalde het de 33e plaats.

## Nummers
| Nr. | Titel               | Schrijver(s)            | Duur |
| --- | ------------------- | ----------------------- | ---- |
| 1.  | Nutbush city limits | Tina Turner             | 2:55 |
| 2.  | Make me over        | Ike Turner, Tina Turner | 3:05 |
| 3.  | Drift away          | Mentor Williams         | 3:20 |
| 4.  | That's my purpose   | Tina Turner             | 4:38 |
| 5.  | Fancy Annie         | Tina Turner             | 2:20 |

| Nr. | Titel                      | Schrijver(s)              | Duur |
| --- | -------------------------- | ------------------------- | ---- |
| 7.  | River deep - mountain high | Spector, Greenwich, Barry | 4:02 |
| 8.  | Get it out of your mind    | Ike Turner                | 3:20 |
| 9.  | Daily bread                | Tina Turner               | 2:45 |
| 10. | You are my sunshine        | Mitchell, Davis           | 2:41 |
| 11. | Club Manhattan             | Tina Turner               | 2:50 |